# Lill-Harrsjön, Jämtland
Lill-Harrsjön är en sjö i Bräcke kommun i Jämtland och ingår i Ljungans huvudavrinningsområde.